# Scopula nigrocandida
Scopula nigrocandida là một loài bướm đêm trong họ Geometridae.